# 东吉普斯兰郡

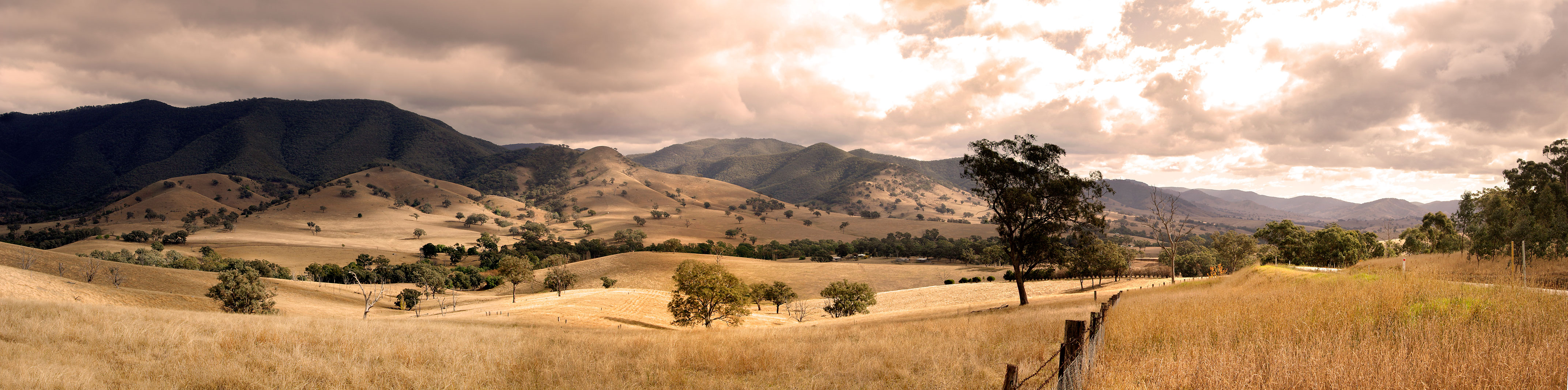
东吉普斯兰郡（en:Shire of East Gippsland）康纳斯山风景

东吉普斯兰郡是澳大利亚维多利亚州吉普斯兰的一个地方政府区域，位于州的东部，面积为20,931.2平方公里。2006年人口数据为41,361人。
1994年，拜恩斯代尔市（City of Bairnsdale）、拜恩斯代尔郡（Shire of Bairnsdale）、奥米奥郡（Shire of Omeo）、奥博斯特郡（Shire of Orbost）, 塔姆博郡（Shire of Tambo）以及罗斯代尔郡（Shire of Rosedale）的部分地区合并为东吉普斯兰郡。郡治为拜恩斯代尔，同时在奥博斯特、奥米奥和莱克斯恩特伦斯（Lakes Entrance）设有办公地点，这些地点都建有图书馆以及公共设施。
议会由7名选举产生的议员组成。